# دی‌آرمانویل (آلاباما)
دی‌آرمانویل (به انگلیسی: DeArmanville) یک منطقهٔ مسکونی در ایالات متحده آمریکا است که در شهرستان کلهون، آلاباما واقع شده‌است. دی‌آرمانویل ۲۰۵٫۱۳ متر بالاتر از سطح دریا قرار دارد.